# 511. peruť RAF
511. peruť (anglicky No. 511 Squadron) byla transportní peruť Royal Air Force, existující od druhé světové války do šedesátých a raných sedmdesátých let 20. století. Ve třech obdobích své aktivní služby provozovala například stroje Douglas Dakota, Avro York, Handley Page Hastings a Bristol Britannia.

## Historie

### Druhá světová válka

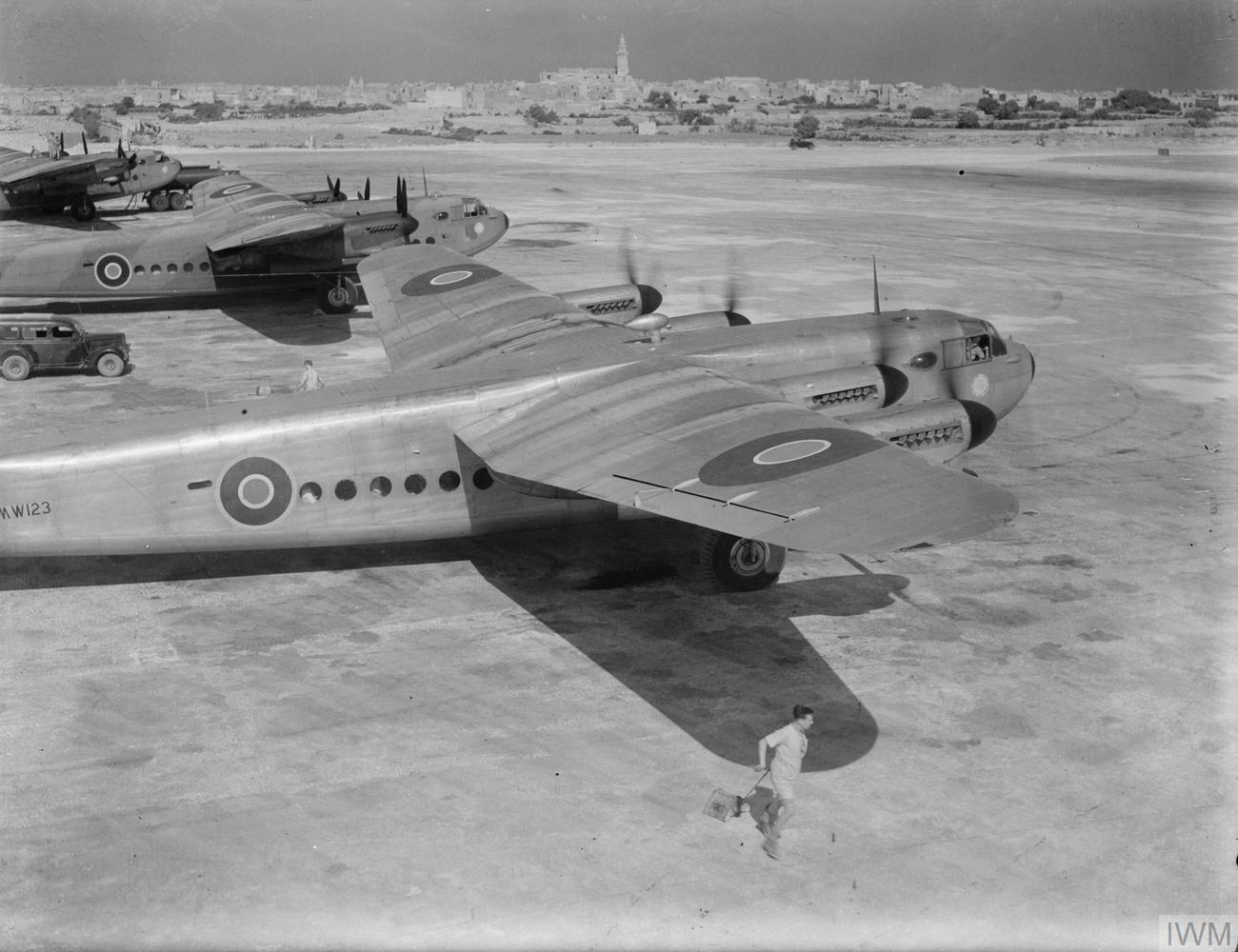
Yorky C.I peruti během jejího přesunu na Dálný východ, RAF Luqa, Malta, 3. srpna 1945.

511. peruť vznikla 14. října 1942 na základně RAF Lyneham z 1425. samostatné letky RAF. Peruť pokračovala v činnosti původní letky, provozování pravidelné přepravy na Gibraltar se stroji Consolidated Liberator. K prodloužení trasy na Maltu užívala letouny Armstrong Whitworth Albemarle. S trváním druhé světové války 511. peruť rozšiřovala svou činnost a stala se první jednotkou provozující transportní stroje Avro York, odvozené z bombardérů Lancaster. Liberatory a Yorky zpočátku působily odděleně u každé z letek peruti, ale v roce 1944 byla z letky Liberatorů ustavena samostatná 246. peruť. Peruť pokračovala v přepravě jednotek, zejména na trase ze Spojeného království do Indie až do svého rozpuštění 7. října 1946.

### Poválečné období

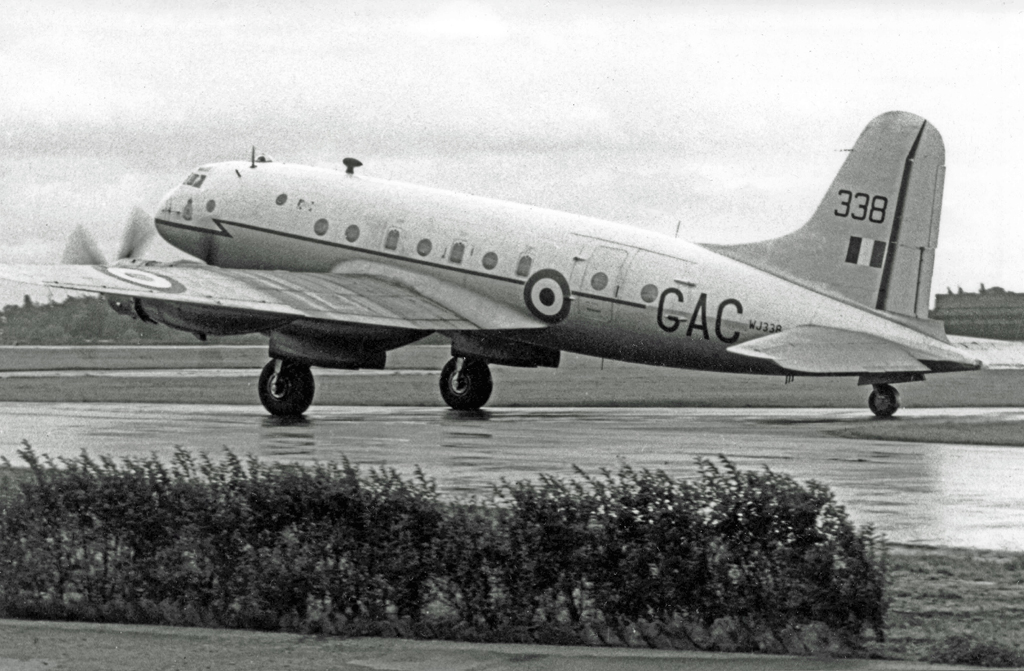
Hastings C.2 511. peruti na letišti v Manchesteru, 1952.

Již za několik dní, 16. října 1946, byla peruť reaktivována se stroji Avro York na základně RAF Lyneham. Pokračovala v dálkové přepravě, zejména do Indie a na Dálný východ, až do doby kdy, podobně jako mnoho jiných transportních perutí Royal Air Force, byla zapojena do berlínského vzdušného mostu.
V září 1949 pak byla peruť vybavena stroji Handley Page Hastings a v roce 1957  pak byla přeložena, společně s dalšími útvary které tento typ provozovaly, na základnu RAF Colerne. Následující rok byla jednotka deaktivována, když byla 1. září 1958 přeznačena na 36. peruť.

### Reaktivace s letouny Bristol Britannia
Peruť byla opět reaktivována 15. prosince 1959 na základně RAF Lyneham, jako druhá jednotka provozující typ Bristol Britannia v dálkové přepravě vojsk. v červnu 1970 byla přeložena na letiště RAF Brize Norton, když se Lyneham stal kmenovou základnou pro jednotky provozující Lockheed Hercules.
Peruť byla rozpuštěna 6. ledna 1976, poté co bylo rozhodnuto o stažení typu Britannia ze služby. 

## Užívaná letadla
| Od            | Do            | Letadlo                       | Varianta        |
| ------------- | ------------- | ----------------------------- | --------------- |
| Říjen 1942    | Březen 1944   | Consolidated Liberator        | Mk.I            |
| Říjen 1942    | Červenec 1944 | Consolidated Liberator        | Mk.II           |
| Listopad 1942 | Březen 1944   | Armstrong Whitworth Albemarle | Mk.I            |
| Prosinec 1942 | Prosinec 1942 | Handley Page Halifax          | Mk. II          |
| Září 1943     | Červenec 1944 | Douglas Dakota                | Mk. I a Mk. III |
| Listopad 1943 | Říjen 1946    | Avro York                     | Mk.I            |
| Červenec 1944 | Prosinec 1944 | Consolidated Liberator        | Mk.VII          |
| Říjen 1945    | Duben 1946    | Avro Lancastrian              | C.2             |
| Říjen 1946    | Září 1949     | Avro York                     | C.1             |
| Září 1949     | Září 1958     | Handley Page Hastings         | C.1             |
| Květen 1952   | Září 1958     | Handley Page Hastings         | C.2             |
| Prosinec 1959 | Leden 1976    | Bristol Britannia             | C.1 a C.2       |

## Základny peruti
| Od                | Do              | Základna                      | Poznámka                                                                           |
| ----------------- | --------------- | ----------------------------- | ---------------------------------------------------------------------------------- |
| 10. října 1942    | 7. října 1946   | RAF Lyneham, Wiltshire        | Odřady na RAF Gibraltar, RCAF Dorval (Kanada) a RAF Northolt, Middlesex            |
| 16. října 1946    | 1. května 1957  | RAF Lyneham, Wiltshire        | Odřad na RAF Wunstorf (Západní Německo) v souvislosti s berlínským vzdušným mostem |
| 1. května 1957    | 1. září 1958    | RAF Colerne, Wiltshire        |                                                                                    |
| 15. prosince 1959 | 16. června 1970 | RAF Lyneham, Wiltshire        |                                                                                    |
| 16. června 1970   | 6. ledna 1976   | RAF Brize Norton, Oxfordshire |                                                                                    |

## Velící důstojníci
| Od            | Do            | Jméno                         |
| ------------- | ------------- | ----------------------------- |
| Říjen 1942    | Březen 1943   | W/Cdr W.J. Pickard            |
| Březen 1943   | Červen 1943   | W/Cdr J.N. Glover             |
| Červen 1943   | Červen 1944   | W/Cdr C.E. Slee, MVO, AFC     |
| Červen 1944   | Srpen 1945    | W/Cdr E.W. Whitaker, DFC, AFC |
| Září 1945     | Říjen 1946    | W/Cdr S.W.R. Hughes, OBE      |
| Říjen 1946    | Leden 1948    | W/Cdr R.J. Burrough, DFC      |
| Leden 1948    | Leden 1950    | S/Ldr G.H. Smith              |
| Leden 1950    | Duben 1952    | S/Ldr M.C.S. Haycroft         |
| Duben 1952    | Květen 1954   | S/Ldr Langdon                 |
| Květen 1954   | Červen 1956   | S/Ldr R.E. Dyson, DFC         |
| Červen 1956   | Květen 1958   | S/Ldr G.W. Turner             |
| Květen 1958   | Září 1958     | S/Ldr W.L. Green              |
| Prosinec 1959 |               | W/Cdr A.W.G. Le Hardy         |
|               |               | W/Cdr J.H. Lewis              |
|               | Červen 1972   | W/Cdr P.A. Ward               |
| Červenec 1972 | Červenec 1974 | W/Cdr R.J. Hutchings          |
| Červenec 1974 | Leden 1976    | W/Cdr R.G. Robertson          |